# Mindre modiga män
För TV-serien och filmen med snarlikt namn, se Modiga mindre män
Mindre Modiga Män (MMM) var (är) ett rockband från Skellefteå som var verksamt 1982–1997. Bandet återuppstod på 00-talet för spelningar och inspelningar. Outgivna låtar från 90- och 00-talet har getts ut från 2021 och framåt, fem år efter frontmannen Magnus Löfstedts död. Bandet har återuppstått med ny sångare och gitarrist.

## Historik
MMM bildades 1982 av Magnus Löfstedt och Lars "Tjalle" Lidgren i hemstaden Skellefteå. Basist blev Anders Lidgren och trummis blev Sven Marklund. MMM spelade in en rad låtar under 1980-talet i Kjell Nästéns studio. MMM tävlade i Radiorocken på P3 Sveriges Radio med låten Sverige sommaren 1986.
I slutet av 1991 släpptes albumet Lögnerna och sanningen. Låtarna spelades ofta i P3 (det här var före kommersiell radio och P4 infördes i Sverige) och försäljningssiffrorna var lysande. Plötsligt var det lilla källarbandet ett hett namn och en del av Skellefteås indiepopvåg. Tre av bandmedlemmarna var småbarnsföräldrar och det blev för mycket för trummisen Marklund, som hoppade av. Ny trummis blev Harry Rauhala. Andra albumet, Kågedalen, släpptes 1992. Det var intensiva år och det tredje albumet Utan att rodna kom 1994. Trots bra recensioner började försäljningssiffrorna dala. Det planerade fjärde albumet gavs aldrig ut och runt 1997 lade bander ner.
På 2000-talet fortsatte MMM att träffas då och då för spelningar och även inspelningar. Spelningen på Trästockfestivalen 2011 blev den sista stora spelningen och ett kvitto på att bandets publik fanns kvar. Löfstedt drabbades av cancer och avled 2016. Han skrev in i det sista och planerade att spela in med MMM igen. Låtarna gjordes klara och gavs ut på Spotify, som exempel kan nämnas ep:n Bitter och Barnslig. En välgörenhetskonsert med MMM:s låtar genomfördes i mars 2017 där kända ansikten från Skellefteås musikliv deltog tillsammans med originalbandet. 
Hösten 2021 släppte A West Side Fabrication den första av en rad outgivna låtar från 90- och 00-talet. Bandet startade om för att spela låtarna live.

## Medlemmar
- Magnus Löfstedt
- Lars "Tjalle" Lidgren
- Anders Lidgren
- Sven Marklund (till 1992)
- Harry Rauhala (från 1992)
- Nicklas Bränberg (från 2020)
- Ronald Frank (vikarie våren 1985, medlem från 2020)

## Diskografi

### Album[1]
- Lögnerna och sanningen WeCD 028 (1991)
- Kågedalen WeCD 044 CD (1993)
- Utan att rodna BUF07 CD (1994)

### Singlar och EP[1]
- Oasen/Perry Mason 7"
- Tysta män We 019 7"
- Vackra Ann We 026 7"
- Snälla Mamma WeCD 034 CDEP
- Lyckligare då WeCD 040 CDEP
- Sa dom på radion WeCD 049 CDEP
- Till dom som har förlorat allt Buf.s 03 (CDS)
- Då är bilen bra Buf.s 06 (CDS)
- Fjärrkontroll Buf.s 10 (CDS)
- Kroppsspråk WE
- Bitter och barnslig Sanna Löfstedt
- Farväl moder jord
- Hjärtan av sten
- Kim Basinger
- Elefantman
- Vart ska du gå
- Trä och metall
- Tyst panik